# Soul Men (álbum)
Soul Men é o terceiro álbum de estúdio da popular dupla Sam & Dave lançado em 1967. O álbum obteve sucesso mundial com a canção "Soul Man" que atingiu o #1 na "Black Singles" e #2 na Pop Singles Charts. A canção rendeu a dupla o Grammy em 1967 de "Melhor Grupo de R&B, Vocal ou Instrumental".

## Faixas

### Lado 1
1. "Soul Man" (Isaac Hayes, David Porter) – 2:36
2. "May I Baby" (Isaac Hayes, David Porter) – 2:38
3. "Broke Down Piece of Man" – (Steve Cropper, Joe Shamwell) – 2:46
4. "Let It Be Me" (Gilbert Bécaud, Mann Curtis, Pierre Delanoé)  – 2:45
5. "Hold It Baby" (Bonnie "Mack" Rice) – 2:35
6. "I'm With You"  (Lowman Pauling) – 2:50

### Lado 2
1. "Don't Knock It" (Isaac Hayes, David Porter) – 2:28
2. "Just Keep Holding On" (Alvertis Isbell, Booker T. Jones) – 2:52
3. "The Good Runs the Bad Away" (Wayne Jackson, Andrew Love) – 2:15
4. "Rich Kind of Poverty" (Isaac Hayes, Paul Selph) – 2:13
5. "I've Seen What Loneliness Can Do" (Homer Banks, Allen Jones) – 2:58